# Таммус, Айн
Айн Таммус (эст. Ain Tammus; 15 июля 1969, Пылтсамаа, Йыгевамаа) — эстонский футболист, вратарь, футбольный тренер. Выступал за национальную сборную Эстонии.

## Биография

### Клубная карьера
О раннем периоде карьеры сведений нет. В сезоне 1993/94 выступал в одной из низших лиг чемпионата Эстонии за таллинский «Валль».
В сезоне 1994/95 дебютировал в высшем дивизионе Эстонии в составе «Нормы», провёл 22 матча, а его команда заняла шестое место. Затем в течение полутора сезонов выступал за «Лантану», где однако не смог стать твёрдым игроком основы, сыграв лишь 9 матчей, команда за это время стала двукратным чемпионом Эстонии.
В ходе сезона 1996/97 перешёл в систему таллинской «Флоры», но играл поначалу за её фарм-клуб «Лелле СК». В сезоне 1997/98 провёл 14 матчей за основной состав «Флоры», команда в том сезоне стала чемпионом Эстонии. В 1998—1999 годах в течение полутора лет выступал за «Тулевик», в его составе стал серебряным призёром чемпионата и финалистом Кубка Эстонии 1999 года.
В 2000 году провёл 18 матчей в составе ТФМК, с этим клубом завоевал бронзовые медали. В конце карьеры играл за «Реал» (Таллин) в первой лиге.
Всего в высшем дивизионе Эстонии (без учёта переходных турниров) сыграл 103 матча.
После окончания игровой карьеры несколько лет работал тренером вратарей в структурах «Флоры», а с декабря 2012 года — в «Левадии». Также был тренером вратарей юношеской (до 19 лет) сборной Эстонии, некоторое время тренировал вратарей всех сборных.

### Карьера в сборной
В национальной сборной Эстонии дебютировал 10 июля 1997 года в матче Кубка Балтии против Латвии (1:2). Всего в 1997—1998 годах принял участие в трёх матчах и пропустил 7 голов, все эти матчи были проиграны.

## Достижения
- Чемпион Эстонии: 1995/96, 1996/97, 1997/98
- Серебряный призёр чемпионата Эстонии: 1999
- Бронзовый призёр чемпионата Эстонии: 2000
- Финалист Кубка Эстонии: 1998/99